# Merdimonas
Merdimonas es un género de bacterias grampositivas de la familia Lachnospiraceae. Actualmente (2024) sólo contiene una especie: Merdimonas faecis. Fue descrito en el año 2017. Su etimología hace referencia a unidad de heces. El nombre de la especie hace referencia también a heces. Es inmóvil y anaerobia estricta. Catalasa y oxidasa negativas. Temperatura de crecimiento entre 25-45 °C, óptima de 37 °C. Forma colonias de color marfil y pequeñas. Se ha aislado de heces humanas. 